# Лесная индустрия
«Лесная индустрия» — аналитический журнал о передовой практике ведения бизнеса в лесной промышленности: деревообработка, мебельное производство, деревянное домостроение. В подзаголовке журнала значится: «Деловой журнал».
Издавался с 1934 года по 1940 год, издание возобновлено в 2004 году. В настоящее время журнал выходит в России десять раз в год тиражом 10 000 экземпляров. Тематикой статей являются маркетинг, менеджмент, технологии обработки древесины, лесозаготовка, производство мебели, домостроение, обзор нового деревообрабатывающего оборудования, мировые рынки ЛПК, отставки и назначения, интервью и комментарии специалистов.

## История
11 марта 1934 года был подписан в печать первый номер журнала «Лесная индустрия». Производственный и технико-экономический журнал издавался Наркомлес СССР в Москве издательством «Гослестехиздат». Журнал выходил до 1940 года включительно. 
Выпуск журнала был возобновлен в октябре 2003 года.
С 2006 года в каждом августовском номере журнала публикуется финансовый рейтинг «Топ-50 крупнейших лесопромышленных компаний России».
С 2014 года в журнале стали публиковаться специальные тематические блоки «Мебельное производство», «Древесные плиты», «Биотопливо», «Древесное сырье».

## Связанные проекты
Помимо журнала «Лесная индустрия» редакция выпускает ежедневные ленты новостей о событиях в лесной промышленности России и мире. Новости выходят на русском и английском языках в информационно-торговой системе Lesprom Network. Система содержит крупнейший справочник лесопромышленных компаний (более 17 000) и специалистов (более 19 000) в области ЛПК. Компания Lesprom Network издает бюллетень «Еженедельник лесопромышленника». Аналитическая служба Lesprom Network регулярно осуществляет и публикует исследования рынков лесопромышленной продукции.
В 2014 г. редакция журнала приступила к выпуску ежедневных информационных бюллетеней на специализированных выставках, связанных с оборудованием для деревообработки, производством мебели и другой продукции из древесины. Первый выпуск бюллетеней состоялся на выставке "Лесдревмаш" в г. Москве с 20 по 23 октября 2014 г.

## Разделы
| - Содержание - От редакции - Тенденции - Вопрос-ответ - Точка зрения - Комментарии | - Интервью - Главная тема - Деревообработка - Древесные плиты - Мебельное производство - Лесозаготовка | - Обзор событий на мировых рынках древесины - Отставки и назначения - Календарь событий - Обложка |